# Démographie du Liban
 (décembre 2019).
Cet article contient des statistiques sur la démographie du Liban.

## Histoire

### Recensement de 1932
Le seul recensement officiel (basé sur l'appartenance communautaire) de la population libanaise fut réalisé en 1932 lorsque le Grand Liban était sous administration de la France, sur mandat de la Société des Nations.
Le recensement de 1932 ne prend en compte que les citoyens libanais résidents au Liban en 1932, c’est-à-dire qu'il exclut les Libanais ayant émigré. Certains villages frontaliers avec la Syrie n'auraient pas été pris en compte dans le recensement. C'est le cas de Wadi Khaled, situé dans le gouvernorat du Akkar, dont la population a échappé au recensement, et est de fait devenue apatride, avant qu'elle ne soit naturalisée par le décret n°5247 de 1994.
Les résultats de ce recensement avançaient les chiffres suivants.

Total des citoyens libanais : 785 542

#### Chrétiens
- Maronites : 226 378 soit 28,8 %
- Grecs orthodoxes : 76 522 soit 9,7 %
- Grecs catholiques : 46 000 soit 5,9 %
- Autres (Arméniens en majorité) : 53 463 soit 6,8 %
  - Total : 402 363 soit 51,2 %

#### Musulmans
- Sunnites : 194 208 soit 24,7 %
- Chiites : 135 925 soit 17,3 %
- Druzes : 53 047 soit 6,8 %
  - Total : 383 180 soit 48,8 %

### Évolution des principaux indicateurs démographiques[14]
| Période     | Naissances annuelles | Décès annuels | Solde naturel annuel | Taux de natalité (‰) | Taux de mortalité (‰) | Solde naturel (‰) | Indice de fécondité | Taux de mortalité infantile |
| ----------- | -------------------- | ------------- | -------------------- | -------------------- | --------------------- | ----------------- | ------------------- | --------------------------- |
| 1950 - 1955 | 61 000               | 24 000        | 38 000               | 39,9                 | 15,4                  | 24,4              | 5,74                | 90,0                        |
| 1955 - 1960 | 70 000               | 23 000        | 47 000               | 39,3                 | 12,7                  | 26,6              | 5,72                | 72,8                        |
| 1960 - 1965 | 77 000               | 22 000        | 55 000               | 37,6                 | 10,7                  | 26,9              | 5,69                | 61,1                        |
| 1965 - 1970 | 81 000               | 21 000        | 59 000               | 34,5                 | 9,2                   | 25,3              | 5,34                | 53,4                        |
| 1970 - 1975 | 83 000               | 21 000        | 62 000               | 31,9                 | 8,1                   | 23,8              | 4,78                | 47,0                        |
| 1975 - 1980 | 85 000               | 22 000        | 63 000               | 30,5                 | 7,8                   | 22,7              | 4,31                | 44,2                        |
| 1980 - 1985 | 84 000               | 21 000        | 62 000               | 29,5                 | 7,6                   | 21,9              | 3,90                | 40,6                        |
| 1985 - 1990 | 78 000               | 21 000        | 57 000               | 26,7                 | 7,3                   | 19,4              | 3,31                | 36,8                        |
| 1990 - 1995 | 80 000               | 23 000        | 57 000               | 24,8                 | 7,1                   | 17,8              | 3,00                | 31,4                        |
| 1995 - 2000 | 81 000               | 26 000        | 56 000               | 22,6                 | 7,1                   | 15,5              | 2,70                | 28,1                        |
| 2000 - 2005 | 69 000               | 27 000        | 42 000               | 17,7                 | 6,9                   | 10,8              | 2,09                | 25,6                        |
| 2005 - 2010 | 66 000               | 28 000        | 38 000               | 15,9                 | 6,9                   | 9,1               | 1,86                | 22,7                        |
| 2010 - 2015 | 63 000               | 29 000        | 34 000               | 14,8                 | 7,1                   | 7,7               | 1,81                | 18,7                        |

## Situation actuelle
La population du Liban est estimée à 6,2 millions d'habitants en 2016 d'après The World Factbook publié par la CIA, 6,6 millions d’habitants en 2018 selon l'Organisation des Nations unies[source insuffisante], puis 5,5 millions en 2020. Les chiffres qui circulent ne sont pas officiels, aucun recensement n'ayant eu lieu depuis le mandat français en 1932.
L'Union européenne estime en 2020 que le Liban a accueilli plus de 1,5 million de réfugiés depuis que la guerre a éclaté en Syrie en 2011, ce qui représenterait environ 30 % de la population du pays
L'émigration a créé une importante diaspora libanaise qui compte entre 8 et 14 millions de personnes hors du Liban en 2015.

### Religions
Estimation donnée sur le site de la CIA :
- Musulmans (Sunnites, Chiites, Ismaéliens, Alaouites) : 67,8 %[19]
- Chrétiens [Catholiques (Maronites, Catholiques romains, Catholiques syriens, Église catholique arménienne, Église catholique chaldéenne, Melkite), Orthodoxes (Église orthodoxe d'Antioche, Église apostolique arménienne, Église syriaque orthodoxe), Assyriens, Coptes, Protestants] : 32,4 %[19]
- Druzes : 4,5 %[19]

Aucun recensement officiel n'a été fait depuis 1932 pour ne pas alimenter les tensions politiques et religieuses. Cependant les estimations les plus fréquentes avancent les chiffres de 40-45 % pour les chrétiens et de 50-60 % pour les musulmans. La véracité de ces estimations est difficile à évaluer, toutes les communautés ayant tendance à surévaluer leurs effectifs : le Hezbollah avance le chiffre de 65 % de musulmans dont 40 % de chiites alors que l'Église maronite cite le chiffre de 50 % pour les chrétiens. Les chiites sont généralement considérés comme étant la communauté la plus nombreuse et ayant eu la progression démographique la plus forte ces dernières décennies.
D'autres éléments sont à prendre en compte dans l'analyse de la démographie libanaise tel que le taux de fécondité, le taux de natalité mais aussi le taux de mortalité.
D’autres sources avancent en 2024 que les chrétiens composeraient entre 40 à 45% de la population (Chrétiens du Liban), les musulmans 50 à 55% (Musulmans du Liban) et les druzes 4 à 5%.

### Apatrides libanais
Le Liban compte une importante population apatride, dont le nombre est cependant extrêmement difficile à estimer en l'absence de recensement officiel ou de statistiques fiables. Il y aurait aujourd'hui entre 27 000 et 200 000 apatrides libanais dans le pays, c'est-à-dire des personnes qui pourraient obtenir la nationalité libanaise, mais en sont privées pour un certain nombre de raisons. Ces estimations ne prennent pas en compte les réfugiés apatrides qui se sont installés au Liban, comme les Palestiniens ou les Syriens.

### Réfugiés palestiniens
Les Palestiniens au Liban sont sunnites à plus de 90 %, et à 9 % chrétiens ; ils ne sont pas comptabilisés dans les statistiques démographiques au Liban. Au 31 mars 2005, 400 000 étaient enregistrés sur les listes de l'UNRWA. À la fin de 2007, ce nombre était encore plus élevé; l'UNRWA avait enregistré environ 411 000 réfugiés palestiniens. La plupart des réfugiés palestiniens vivaient dans 12 camps ainsi que dans d'autres refuges improvisés à travers le pays. Certains avancent un chiffre plus proche de 250 000 à 270 000, car l'ONU n'a pas effacé de ses listes les réfugiés partis dans d'autres pays mais aucune étude fiable ne permet de mesurer cette émigration. Selon des statistiques non officielles qui couvrent la période entre 2011 et 2014, le nombre varie entre 290 000 et 320 000 réfugiés.
Leur naturalisation est improbable en raison de l'opposition des différentes communautés : chrétiens, chiites et druzes redoutent de diluer leurs électorats. De plus une partie de l'opinion publique libanaise considère que la naturalisation des réfugiés est un cadeau à Israël (en cela la position du Liban n'est pas différente de la Syrie, de l'Égypte ou des pays du Golfe), car cela reviendrait à reconnaître de fait l'existence de l'État hébreu dans les frontières de la Palestine : les Palestiniens demeurent donc des « invités ». Malgré tout, leur retour dans une Palestine économiquement exsangue est incertain, même après un accord de paix. Du reste la majorité d'entre eux sont des Palestiniens réfugiés après le conflit de 1948 et non de celui de 1967, c'est-à-dire qu'ils viennent de territoires qui ne feront pas partie d'un éventuel accord de paix entre Israël et les Palestiniens.
En décembre 2017, le premier recensement des réfugiés palestiniens au Liban évalue leur nombre à 174 422,.

### La diaspora libanaise
Les chrétiens y sont surreprésentés et un retour partiel, mais improbable, pourrait changer la balance démographique du pays. La diaspora est majoritairement constituée de chrétiens avec une forte représentation chiite. La diaspora n'est pas comptabilisée dans les statistiques et les décomptes officieux de la population globale du pays (près de 3 600 000 personnes). Ce décompte des citoyens expatriés a lieu dans la plupart des pays du monde mais pas au Liban où les expatriés ont obtenu le droit de vote pour les dernieres elections (une des principales revendications des communautés chrétiennes est le droit de vote pour les émigrés). Là encore les effectifs sont sujets à caution. Il y a plus de 10 millions de personnes d'origine libanaise dans le monde[réf. souhaitée] mais ce chiffre prend en compte l'émigration libanaise depuis le XIXe siècle[réf. souhaitée]. Or beaucoup de ces descendants de Libanais ont été assimilés par leur pays d'accueil et ne considèrent plus le Liban comme leur pays, le seul critère de distinction devrait alors être la détention de documents d'identité libanais en bonne et due forme. La diaspora libanaise moderne (post-1975), dont les membres sont susceptibles de jouer un rôle sur la scène politique locale, compterait entre un et deux millions de personnes.
L'émigration a fortement augmenté ces dernières années pour toucher l'ensemble de la société, y compris les communautés musulmanes et druzes (notamment les grandes familles telles que les Hamadé ou Amadet). Les classes moyennes supérieures (c'est-à-dire les personnes éduquées sans être fortunées) et les classes les plus pauvres sont les plus touchées par l'émigration. Selon une étude publiée dans le journal libanais de langue arabe Assafir en 2002, 27 % des Libanais qui choisissent l'expatriation sont des chiites et 30 % des maronites. Les sunnites semblent être les moins enclins à l'expatriation.

De nombreuses actions sont menées par des organismes internationaux, pour fédérer l'ensemble de la diaspora. C'est entre autres l'action de cheikh Khaled Frarid Hamadé à travers le ministère de l'immigration.

### Lesnaturalisés
Ce sont des ressortissants arabes (majoritairement syriens mais aussi des palestiniens ou des bédouins) qui ont été naturalisés en masse en 1994 (décret 5247 du 20 juin 1994) dans des conditions qui ont été très contestées par la communauté chrétienne. La plupart ne vivent pas au Liban et une partie a été inscrite sur les listes électorales des régions chrétiennes pour influer sur les élections. Le nombre exact est sujet à contentieux, les estimations allant de 87 000 (ce qui correspond au nombre de naturalisations contestées par le ministre de l'intérieur Elias el-Murr en mai 2003 et non pas à l'ensemble des naturalisations) à plus de 400 000 (Forces libanaises, Ligue maronite). Les chiffres les plus courants se situent entre 150 000 et 300 000 naturalisés.
Parmi les naturalisés de 1994, on compte un grand nombre d'apatrides libanais (Maktoum al-Qayd, Qayd al-Dars), bien que ceux-ci ne représentaient pas la majorité des naturalisés. Malgré cette naturalisation de "masse", il reste une très importante population apatride au Liban aujourd'hui.

### Autres
Depuis 1973, le Liban fait venir d'Asie et d'Afrique des femmes très pauvres qui servent le plus souvent de domestiques. On estime à plus de 200 000 femmes, provenant principalement du Sri Lanka, des Philippines, d'Éthiopie, et d'autres du Nigeria, du Soudan et d'Érythrée. Le Liban accueille aussi des ouvriers peu ou pas qualifiés dont 12 000 indiens au Liban. Il existe dans les maisons et les appartements libanais des chambres spéciales au femmes de ménage. Elles sont nourries et logées aux frais de la famille d’accueil, qui leur fournit la plupart du temps des vêtements et du nécessaire du quotidien, mais malheureusement elles sont parfois maltraitées et leur taux de décès est élevé.
Il existe aussi au Liban quelques ressortissants européens le plus souvent français. Un bon nombre d'entre eux sont des religieux qui enseignent dans une des nombreuses écoles catholiques du Liban.

## Estimation de la population immigrée au Liban
|                            | 2015      |
| -------------------------- | --------- |
| Population Totale au Liban | 5 850 002 |
| Population immigrée totale | 1 997 776 |
| Syrie                      | 1 255 494 |
| Irak                       | 120 668   |
| Égypte                     | 83 312    |
| Sri Lanka                  | 3 271     |
| Bangladesh                 | 3 046     |
| Indonésie                  | 2 729     |
| Chine                      | 2 428     |
| Inde                       | 1 548     |
| Arabie saoudite            | 1 319     |
| Philippines                | 1 007     |

Source : Estimation de l'I.O.M : http://www.iom.int/world-migration